# Wolfgang de Hohenlohe-Weikersheim
Wolfgang, comte de Hohenlohe-Weikersheim, (14 juin 1546 à Waldenbourg – 28 mars 1610 à Weikersheim) est le premier comte de Hohenlohe-Weikersheim. Il est le fils de Louis Casimir de Hohenlohe-Waldenbourg, qui prétend être lui-même comte de Neuenstein, Langenburg, Weikersheim, Künzelsau, Kirchberg et de Ingelfingen et sa femme, Anne de Solms-Lich.

## Biographie
Deux de ses frères, Philippe et Albert servent dans l'armée de Nassau en 1572. Par son mariage avec Madeleine de Nassau-Dillenbourg, Wolfgang est également impliqué dans la guerre de Quatre-Vingts Ans, bien que les détails de son implication soient rares.

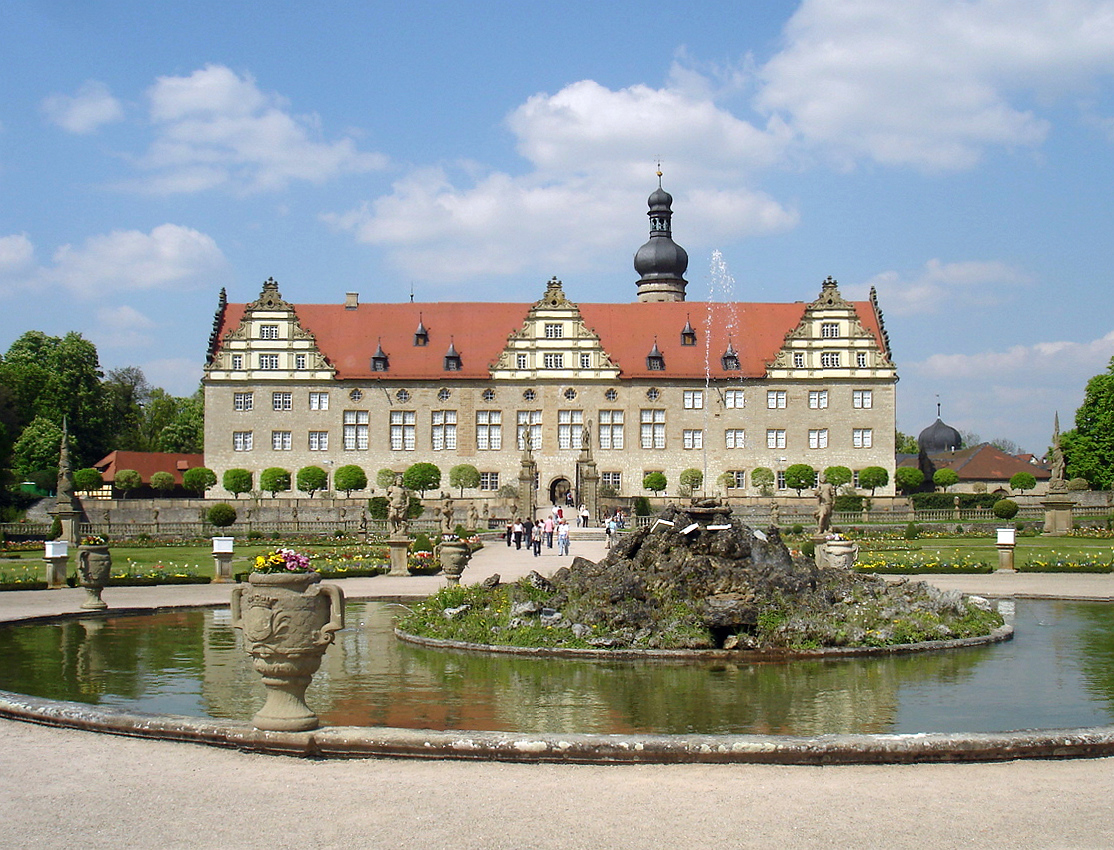
Château De Weikersheim

Wolfgang est surtout connu pour sa reconstruction du château de Weikersheim en un palais Renaissance. Le nouveau palais est conçu par l'architecte néerlandais Georg Robin (de). Il est situé à Weikersheim, partie du comté de Hohenlohe que Wolfgang a reçue lorsque le comté a été divisé après la mort de son père.

## Mariage et descendance
En 1567, Wolfgang épouse Madeleine de Nassau-Dillenbourg, la plus jeune sœur de Guillaume le taciturne. Wolfgang et Madeleine ont les enfants suivants:
- Catherine (1567-1615)
- Anne Agnès (2 septembre 1568 – 8 septembre 1616), épouse de Philippe Ernest de Gleichen-Tonna (d. 1619), comte de gleichen, Tonna, Spiegelberg et Pyrmont. Il est le fils du comte Georges de Gleichen-Tonna (d. 1570) et de la comtesse Walpurga de Spiegelberg (d. 1599)
- Georges Frédéric (5 septembre 1569 – 7 juillet 1645)
- Juliana (23 juillet 1571 – 8 mars 1634), mariée à Wolfgang II de Castell-Remlingen
- Madeleine (27 décembre 1572 – 2 avril 1596), épouse le comte Henri Ier de Reuss-Gera (10 juin 1572 à Gera – 13 décembre 1635 à Gera). Il est le fils du comte Henri XVI de Reuss-Gera (1530-1572) et de sa seconde épouse Dorothée de Solms-Sonnewalde (1547-1595)
- Praxedis (1er mai 1574 – 15 août 1633)
- Marta (29 avril 1575 – 19 décembre 1632), épouse de Jean-Casimir de Leiningen-Westerbourg (d. 1635)
- Marie-Élisabeth (12 juin 1575 – 31 janvier 1605), épouse Jean-Reinhard Ier de Hanau-Lichtenberg (13 février 1569 à Bitche – 19 novembre 1625 à Lichtenberg). Il est le fils de Philippe V de Hanau-Lichtenberg et Louise-Marguerite de Deux-Ponts-Bitche (19 juillet 1540 à Ingwiller – 15 décembre 1569 à Bouxwiller)
- Louis Casimir (4 février 1578 – 16 septembre 1604)
- Catherine Jeanne (6 juillet 1579 – 28 novembre 1615)
- Charles VII de Hohenlohe-Neuenstein (14 novembre 1582 – 11 octobre 1641), il épouse la comtesse Palatine Sophie de Deux-Ponts-Birkenfeld, fille de Charles Ier de Birkenfeld et Dorothée de Brunswick-Lunebourg
- Philippe Ernest (11 août 1584 – 29 janvier 1628), épouse Anne-Marie de Solms-Sonnewalde (14 janvier 1585 à Sonnewalde – 20 novembre 1634 à Ottweiler). Elle est la fille d'Otto de Solms-Sonnewalde (25 juin 1550 à Sonnewalde – 29 janvier 1612 à Sonnewalde) et Anne Amélie de Nassau-Weilbourg (12 octobre 1560 à Weilbourg – 6 janvier 1635 à Strasbourg). Anne Amélie est la fille aînée d'Albert de Nassau-Weilbourg.
- Albert (30 décembre 1585 – 21 octobre 1605)
- Wolfgang Ernest (11 août 1584 – 29 janvier 1588)
- Dorothée Walburga (20 septembre 1590 – 20 septembre 1656), épouse de Philippe Henri de Hohenlohe-Waldenbourg (3 juin 1591 à Waldenbourg – 22 mars 1644), qui est comte de Hohenlohe-Waldenbourg de 1615 jusqu'à sa mort. Il est un fils de Georges Frédéric de Hohenlohe-Waldenbourg (1562-1660) et Dorothée Reuss de Plauen (1570-1631)